# Melissa Bishop
Melissa Bishop (Canadá, 5 de agosto de 1988) es una atleta canadiense, especialista en la prueba de 800 m, con la que ha logrado ser subcampeona mundial en 2015.

## Carrera deportiva
En el Mundial de Pekín 2015 gana la medalla de plata en los 800 m, tras la bielorrusa Maryna Arzamasava y por delante de la keniana Eunice Jepkoech Sum.